# Nobeoka
Nobeoka (jap. 延岡市) – miasto w Japonii, w północnej części prefektury Miyazaki, we wschodniej części wyspy Kiusiu, port handlowy nad Oceanem Spokojnym.

## Położenie
Miasto leży na wschodnim wybrzeżu wyspy Kiusiu nad rzeką Kokase. Miasto graniczy z Saiki i kilkoma mniejszymi miasteczkami.

## Gospodarka
W mieście rozwinął się przemysł chemiczny oraz spożywczy.

## Historia
- Miasto powstało 11 lutego 1933 r.
- 20 lutego 2006 przyłączono miasteczka Kitaura i Kitakata
- 31 marca 2007 do miasta przyłączono miasteczko Kitagawa

## Miasta partnerskie
- Stany Zjednoczone: Medford